# Битва при Вилье
Битва при Вилье — одно из ключевых сражений Франко-прусской войны произошедшее возле населённого пункта Вилье-Сюр-Марн, неподалёку от Парижа с 29 ноября по 4 декабря 1870 года.

## Подготовка
В сентябре 1870 года, после разгрома французов под Седаном, Маасская и 3-я германская армии двинулись к столице Франции и начали осаду Парижа. 1-я и 2-я германские армии оставались под Мецом. Новые силы, быстро собранные французами на Луаре и территории северо-западных департаментов, вызвали необходимость обеспечить тыл блокадной линии немцев особенно сильными отрядами, выдвинутыми к Луаре и в направлении на Руан-Амьен.
В начале ноябре 1870 года войска, охранявшие линию блокады Парижа с юга и запада, были сведены в отдельный корпус великого герцога Мекленбург-Шверинского. 8 ноября Луарская армия французов, под прикрытием которой производилось формирование новых частей на Луаре, перешла в наступление на Орлеан. Это привело к бою под Кульмье, 9 ноября, окончившемуся отступлением частей корпуса великого герцога Мекленбург-Шверинского, собранных у Орлеана, и к овладению последнего французами. Между тем, в Париже ещё с конца октября начали готовиться к производству решительной вылазки с целью прорыва блокады в западном направлении, чтобы затем, в случае успеха, двинуться к Руану для соединения с Луарской армией, которую решено было перевезти по железной дороге через Ле-Ман в Нормандию.
Но исход боя под Кульмье и занятие Луарской армией Орлеана совершенно изменили эти намерения. Возникло предположение, что теперь немцы ослабят линию блокады на южном фронте, почему следовало оказать содействие Луарской армии, как можно скорей, именно в этом направлении. Выполнение этого предприятия возложено было на армию генерала Дюкро (I, II и III армейские корпуса). Однако, ввиду того, что позиции немцев на южном участке блокадной линии, у Мели, Тие и Шевильи, были хорошо укреплены, было решено перейти Марну у Жуанвиля и Нельи и утвердиться сначала на плато около Вилье, отвлекая в то же время внимание противника демонстративными атаками на других фронтах. 28 ноября все приготовления к вылазке были закончены, и главные силы Дюкро сосредоточились у Венсена, а III корпус расположился у М.-Аврона.

## Сражение
Демонстративные атаки начались с 29 ноября, а 30-го разгорелся бой у Вилье. С рассветом батареи М.-Аврона, ф. Ножан и Фезондери, а также большое число артиллерийских орудий, поставленных на полуострове С.-Мор, открыли огонь по позициям Маасской армии, расположенным на левом берегу реки Марны. В 6:30 армия Дюкро начала переправу. I и II корпуса перешли реку по двум мостам у Ножана и Жуанвиля и к половине девятого сосредоточились на левом берегу, причём участок между Марной и дорогой Жуанвиль — Шампинии заняла дивизия Фарона (I корпуса), левее её находились: дивизия Мальруа (I корпуса) и дивизия Моссиона (II корпуса); дивизия Берто (II корпуса) расположилась к северу от парка Пуланжи. В то же время III корпус двигался от М.-Аврона к Нельи, где он должен был переправиться через Марну, чтобы затем наступать на Нуази-ле-Гран. Одна дивизия II корпуса (ген. Сюсбиеля) ещё ночью, была направлена через Пор-де-Кретель на левый берег Марны для атаки М.-Мели и Бонеля, с целью приковать противника к этому участку и помешать отправке подкреплений к Вилье. Части Маасской армии, занимавшие линию обороны на левом берегу Марны, к началу боя были расположены: в Нуази-ле-Гран и у Гурне находилась 48-я бригада 24-й пехотной дивизии (XII саксонского корпуса), имея части в Шампинии, Ле-План и Бри (всего 5 батальонов, 12 орудий, 2 эскадрона); Вилье, Кельи и Шеневьер были заняты частями 1-й бригады вюртембергской дивизии (5 батальонов, 18 орудий, 4 эскадрона); 2-я бригада этой дивизии находилась у Сюси, а 3-я у Бревана. Главные силы 24-й пехотной дивизии, а равно и вся 23-я пехотная дивизия (XII корпуса) были расположены на правом берегу Марны; правее саксонцев, до самой Сены, тянулись позиции остальных корпусов Маасской армии (гв. и IV корпуса). К левому флангу вюртембергской дивизии примыкали части VI и II корпусов 1-й германской армии, занимавшей блокадную линию к западу от Парижа.

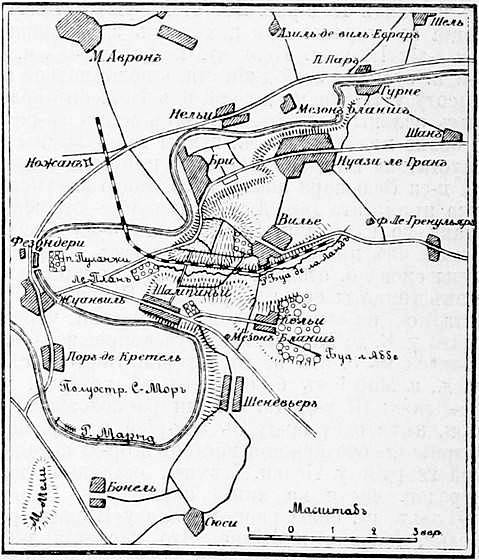
Рисунок из статьи «Вилье»
(«Военная энциклопедия Сытина»)

Тотчас по переправе через Марну I и II корпусов Дюкро приказал начать наступление, с целью взятия Вилье и Нельи. Дивизия Моссиона, оттеснив саксонцев, занимавших Ле-План, в 10 часов утра поднялась на высоту у Вилье. Это повлекло за собою отступление немцев от с. Бри к Нуази-ле-Гран. В то же время дивизия Берто продвинулась до Пти-Буа-де-ла-Ланд, а дивизия Мальруа передовыми частями достигла дороги из Бри в Шампиньи. Наступавшая на правом фланге дивизия Фарона атаковала Шампиньи. На поддержку саксонцев, занимавших эту деревню, была выдвинута из Нельи одна вюртембергская батарея, которая открыла сильный огонь по французской пехоте; заняв в начале 11-го часть Шампинии, передовые части дивизии Фарона поднялись на высоту к востоку от этого населённого пункта. Между тем, в дивизии Моссиона шел бой за обладание парком у Вилье. Отброшенные здесь с большими потерями французские стрелки залегли в виноградниках к западу от парка. В 11 часов дивизия Моссиона вновь перешла в наступление, но решительная контр-атака немцев заставила её отступить. Дивизия Моссиона была отброшена к западной окраине плато. Между тем, вдоль южной подошвы той высоты, на которой дрались части дивизии Моссиона, наступала дивизия Берто. В это время к Вилье подошло подкрепление: полк 47-й бригады (104 п.) и легкая батарея. Удачный огонь последней расстроил ряды французской пехоты, и, когда 104 п. бросился в контр-атаку, противник очистил занятые им каменоломни. Дивизия Фарона к 10:30 утвердилась на плато восточнее Шампиньи. Немцы пытавшиеся перейти в наступление от Нельи, с громадным уроном были отброшены назад. Между тем, батальон вюртембургских егерей, прогнав неприятеля от Мезон-Бланш, около полудня, совместно с 2-й ротой 2-й бригады, находившимися у Охотного двора, атаковал крайний правый фланг противника, старавшегося овладеть парком. Французы были здесь смяты и отброшены на Шампиньи. Тогда и остальные части дивизии Фарона начали отступление. Немцы, утомленные и расстроенные, их не преследовали. После этой неудачи Дюкро решил отложить атаку на другой день. Для удержания же за собой занятых позиций, он развернул на плато у Вилье и на северном скате ручья Де-ла-Ланд 18 батарей. Бой стал уже затихать, когда со стороны Бри появилась запоздавшая 1-я дивизия III корпуса. Поэтому, когда в 15:30 4-й полк зуавов этой дивизии стал подниматься на высоту у Нуази по дороге из Бри, он получил сильный отпор. Потеряв всех офицеров и более половины нижних чинов, зуавы вынуждены были спуститься в долину. Однако, прибытие командира III корпуса Бельшара повлекло за собою изменение уже принятого генералом Дюкро решения — отложить атаку до следующего дня. Усилив его 4 батальонами I корпуса, он приказал ему атаковать Вилье; французы снова были отбиты, после чего с наступлением темноты бой прекратился. Войска Дюкро остались на линии от деревни Шампиньи через плато у Вилье до Марны; Мальруа по-прежнему находился к северу от этого селения; Верто — севернее елезной дороги, а Моссион был отведен в резерв, к Ле-Плану; III корпус главными силами расположился у Бри, имея одну бригаду с артиллерией на правом берегу Марны для обеспечения мостов и бригаду подвижной гвардии у Нельи. Немцы, оставив свои передовые части на линии парк Вилье — Нуази-ле-Гран, главные силы расположили у Шеневьера, Кельи, Мальну и Шана. Что касается дивизии Сюсбиеля, направленной утром для атаки М.-Мели, то её наступление тоже окончилось неудачей, и она уже в час дня отошла к Кретелю.

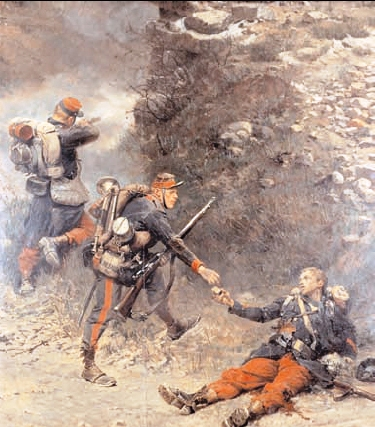
«Le fond de la giberne»
(Художник Альфонс де Невиль)

Так неудачно для французов закончился первый день боя у Вилье. Двукратные атаки 4 дивизий Дюкро, вследствие отсутствия общего управления ходом боя и неиспользования всех сил для решительно удара, были отбиты значительно уступающим в численности противником, располагавшим на данном участке блокадной линии всего лишь 19 батальонами и 48 орудиями. Из опасения, что немедленное возвращение армии в Париж неблагоприятно отразится на нравственном состоянии защитников города и вызовет волнение парижской черни, Дюкро решил большую часть войск, находившихся на левом берегу, оставить на занятых участках, которые приказано было немедленно укрепить. От дальнейших же наступательных действий он отказался.
Между тем, немцы ждали повторения атак на Вилье и Нельи, почему главной квартирой короля было послано командующему 3-й армией приказание направить части II и VI корпусов на поддержку войск Маасской армии, занимавших угрожаемый участок блокадной линии. К трём часам дня 1 декабря в окрестности Сюси с левого берега Сены прибыли: из состава II корпуса — 3-я дивизия и 7-я бригада 4-й дивизии, а из VI корпуса — 1-я бригада 11-й дивизии. С прибытием этих частей появилась возможность перейти в наступление. Общее нач-во над всеми силами, собранными между Сеной и Марной, было возложено королем на командира II корпуса, генерала Эдуарда фон Франзецкого, который приказал частям XII саксонского корпуса и 1 вюртембюргской бригаде утром атаковать Бри и Шампиньи.
2 декабря в 7 часов утра началось наступление. Одновременно с этим двинулись в атаку на Шампиньи от Сюси. В 8:30 и Дюкро, находившийся при начале боя у Шампинии, отдал приказание о начале контратаки. В 9 часов утра батареи I французского корпуса развернулись к северу от Шампиньи. Под прикрытием их огня дивизии Фарона и Мальруа перешли в наступление против центра и левого фланга немцев. 5 германских батарей, занявших позиции к северу от Нельи, открыли сильный огонь по наступающим частям французской пехоты, а на подкрепление войск, дравшихся у Шампиньи, было послано 5 батальонов 7-й прусской бригады. В полдень севернее Шампинии немцам удалось оттеснить противника за дорогу в Бри. Действия их на правом фланге были менее удачны: около полудня под натиском перешедших в наступление частей дивизии Берто, они должны были отойти к Вилье, а саксонцы, дравшиеся в Бри, опасаясь быть прижатыми к Марне фланговым ударом, вынуждены были очистить это селение и отступить к Нуази-ле-Гран. Между тем, к французам подошло подкрепление: дивизии Сюсбиеля и Бельмара. Первая около 14 часов подкрепила дивизию Берто, а вторая сменила части, оборонявшие Бри. Вместе с тем против Вилье развернулась сильная линия французских батарей. Немцы также выдвинули 4 батареи на плато и открыли фланговый огонь по французским батареям, вынудив их сняться с позиции. Около трёх часов дня атака на Вилье была повторена, но немцам вновь удалось отбить её. К 17 часам ружейный огонь смолк на всём фронте, но артиллерийский продолжался вплоть до наступления темноты.
Днём 3 декабря боевые действия противников ограничились незначительными стычками.
Утром 4 декабря Шампинии, Бри и высоты к западу от Вилье были оставлены французской армией, которые перешли на правый берег Марны. В тот же день стали возвращаться на свои прежние позиции блокадной линии и прусские войска.

## Итоги
В «Военной энциклопедии Сытина» говорится, что потери французов составили убитыми и ранеными 538 офицеров и 11.500 нижних чинов; потери немцев — 6.200 человек. Согласно Немецкой и Французской Википедиям потери французов составили 9.053 солдат и 424 офицера (всего 9.477 человек), а прусская армия потеряла 3.373 солдата и 156 офицеров (всего 3.529 военнослужащих).
Осада Парижа продолжилась.